# Ayse Yigit
Ayşe Yiğit (Çaykara, 1 oktober 1972) is een Turks-Belgisch marxistisch politica voor de PVDA.

## Levensloop
Yigit is geboren in Turkije en studeerde van 1990 tot 1996 communicatiewetenschappen en journalistiek aan de Universiteit van Izmir. Haar vader kwam midden jaren 1980 met zijn gezin naar Limburg om leerkracht Turks te worden. Na een jaar keerde Ayse Yigit echter terug naar Turkije om er haar studies af te werken. Toen ze 26 jaar was, ging ze weer in België wonen.
Aanvankelijk gaf Yigit Turkse les aan het Syntra in Hasselt. Daarna werkte ze voor Babel Vlaamse Tolkentelefoon en van 2002 tot 2019 bij het Agentschap Integratie en Inburgering. Ook was ze actief als sociaal tolk in scholen, ziekenhuizen, CLB's, onthaalbureaus, vluchthuizen en andere instanties.
Yigit werd actief bij PVDA-vrouwenbeweging Zelle, waar ze zich toespitste op de strijd tegen vrouwelijke genitale verminking. Bij de gemeenteraadsverkiezingen van oktober 2018 voerde ze in haar woonplaats Houthalen-Helchteren de PVDA-lijst aan, maar de partij behaalde geen zetel. Zes jaar later, bij de gemeenteraadsverkiezingen van oktober 2024, lukte het haar evenmin om verkozen te raken als gemeenteraadslid.
Bij de federale verkiezingen van mei 2019 kwam ze op in de kieskring Limburg als PVDA-lijsttrekker, maar raakte opnieuw niet verkozen. Een maand later werd Yigit door haar partij als gecoöpteerd senator naar de Senaat gestuurd, waar de PVDA voor het eerst vertegenwoordigd was. 
Voor de federale verkiezingen van 9 juni 2024 kwam Yigit op als "We Are Onekandidaat", een PVDA-kandidaat die in het andere landsgedeelte op de lijst staat, in navolging van Gaby Colebunders in 2019. Yigit kreeg de derde plaats op de lijst in de kieskring Henegouwen en werd ditmaal verkozen in de Kamer van volksvertegenwoordigers. In de Kamer maakt ze deel uit van een 15-koppige PVDA-PTB-fractie en werd ze lid van de commissie Gezondheid en Gelijke Kansen en de commissie Buitenlandse Betrekkingen en ondervoorzitter van het Adviescomité voor Maatschappelijke Emancipatie.

## Privéleven
Yigit is gescheiden en heeft twee volwassen zonen. Eind 2023 werd bij haar borstkanker vastgesteld.